# Fogão
O fogão é um aparelho de cozinha usado para cozinhar, geralmente em panelas ou frigideiras, e por meio de calor.

## História

### Primeiros fogões

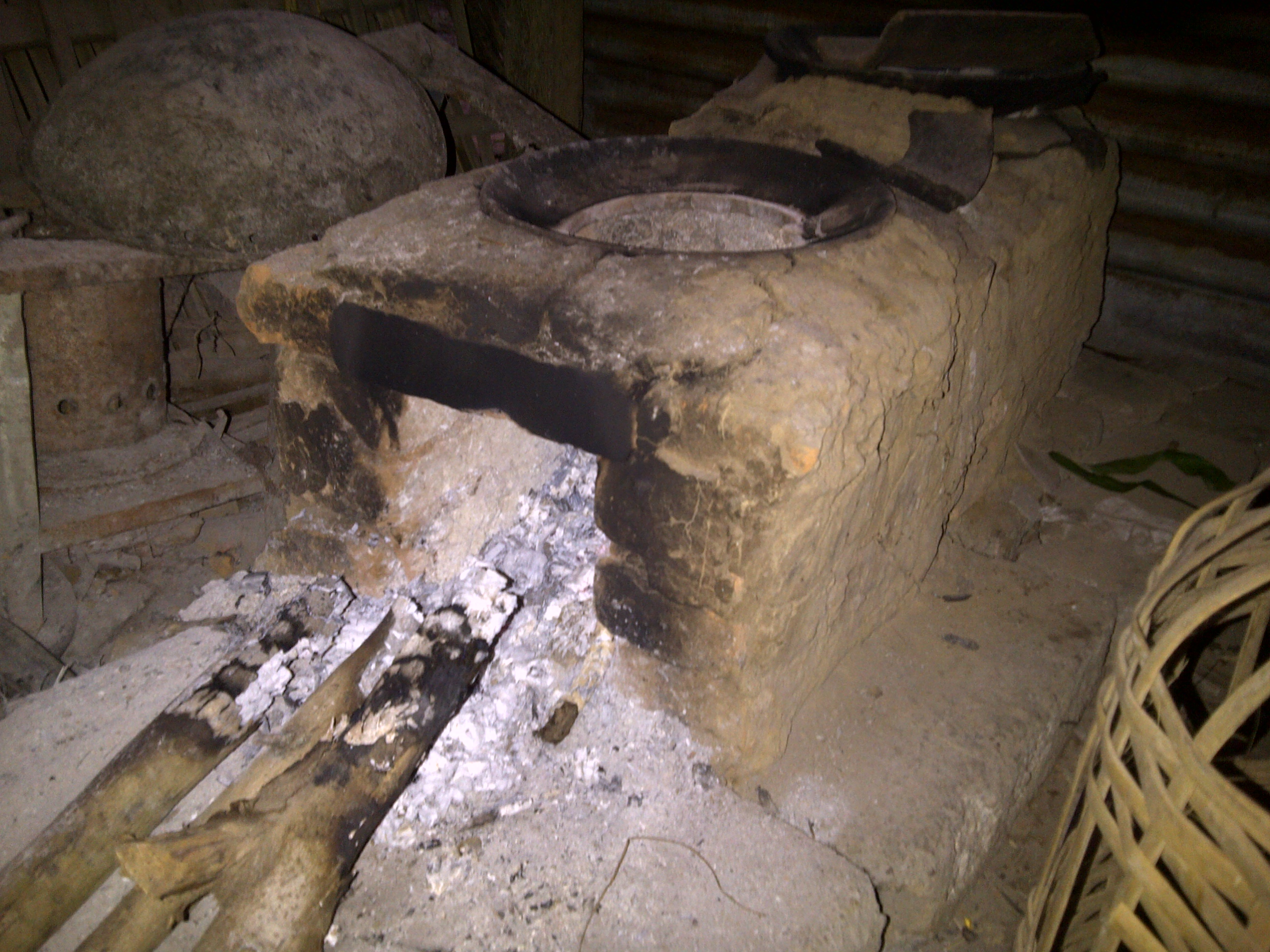
Fogão de tijolos tradicional da Indonésia, usado em algumas áreas rurais

Os primeiros fogões de barro que envolviam o fogo completamente eram conhecidos desde a dinastia chinesa Chin. Um design semelhante chamado de kamado (か ま ど) apareceu no período Kofun no Japão. Esses fogões eram a lenha ou carvão depositados em um orifício na frente deles. Em ambos os projetos, as panelas eram colocadas em cima do fogo ou pendurados em orifícios no topo da construção na altura do joelho. No Oriente Médio, existem referências a fogões, onde o fogo era aceso por baixo já no século II d.C.. Eles eram construídos de barro e podiam ser portáteis ou presos ao solo.
Antes do século XVIII na Europa, as pessoas cozinhavam em fogos a lenha . Na Idade Média, surgiram lareiras de tijolo e argamassa e as primeiras chaminés, de modo que os cozinheiros não precisavam mais se ajoelhar ou sentar para cuidar dos alimentos no fogo. O fogo era aceso em cima da construção e o cozimento do alimento era feito principalmente em caldeirões pendurados acima do fogo ou colocados em tripés . O calor era regulado colocando o caldeirão mais alto ou mais baixo em relação ao fogo.
Mais tarde, o homem aprendeu a construir fogões de barro e, posteriormente, de metal, que eram mais eficientes que os anteriores. No entanto, este tipo simples de fogão ainda é utilizado, principalmente pelos pobres em todo o mundo, mas mesmo os menos pobres ainda preferem este tipo de fogão – muitas vezes chamado fogareiro – para certo tipo de cozimento, principalmente os grelhados quando não possuem uma churrasqueira.

### Surgimento do fogão moderno
O fogão moderno foi inventado por Sir Benjamin Thompson, Conde de Rumford, na década de 1790. Como um cientista ativo e inventor prolífico, ele aplicou seus estudos sobre o calor para desenvolver uma teoria científica, que resultaram em melhorias para o funcionamento das chaminés.

Sua lareira Rumford causou sensação em Londres por restringir a abertura da chaminé para aumentar a corrente ascendente de calor. Essa era uma maneira muito mais eficiente de aquecer uma sala do que a utilizada pelas lareiras anteriores. Thompson e seus trabalhadores inseriram tijolos na lareira para fazer as paredes laterais angulares e adicionaram um estrangulamento à chaminé para aumentar a velocidade do ar que sobe por ela. O efeito foi produzir um fluxo de ar aerodinâmico, de forma que toda a fumaça subisse para a chaminé, em vez de permanecer na parte de baixo e entrar na sala. Essa mudança na estrutura da lareira também teve o efeito de aumentar a eficiência do fogo, dando controle extra na taxa de combustão da lenha ou do carvão utilizados. Muitas casas da alta sociedade londrina da época foram modificadas de acordo com as instruções de Thompson e ficaram eliminaram a fumaça de dentro delas.

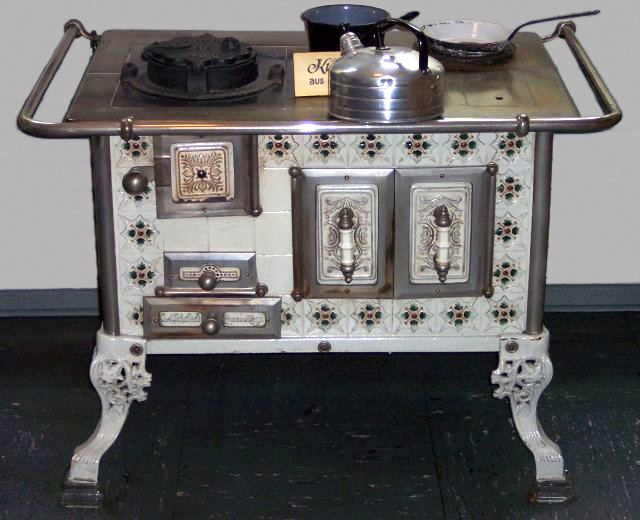
Antigo fogão a lenha

Na sequência deste sucesso, Thompson desenhou um fogão de cozinha em tijolo, com forno cilíndrico e orifícios na parte superior para a inserção de tachos. Quando não era necessário, a abertura poderia ser coberta deixando o fogo queimando suavemente. Este fogão tinha uma eficiência energética muito maior do que o método até então predominante e, em grande medida, também era mais seguro. Essa estrutura foi amplamente adotada em grandes estabelecimentos de cozinha, inclusive nos restaurantes populares que Thompson construiu na Baviera . No entanto, era muito grande e pesado para ter grande impacto na cozinha doméstica.

A primeira metade do século XIX testemunhou uma melhoria constante no design do fogão. Os fogões de ferro fundido substituíram os de alvenaria e diminuíram de tamanho para permitir sua incorporação à cozinha doméstica. Na década de 1850, a cozinha moderna equipada com fogão era um marco das casas de classe média. Em 1850, Mary Evard inventou o Reliance Cook Stove, um fogão dividido em dois, sendo uma das metades para cozimento a seco e a outra metade para úmido. As patentes emitidas para Mary Evard foram registradas como US76315 e US76314, em 7 de abril de 1868. Ela fez uma demonstração deste fogão, com o marido, na Feira Mundial de St. Louis.

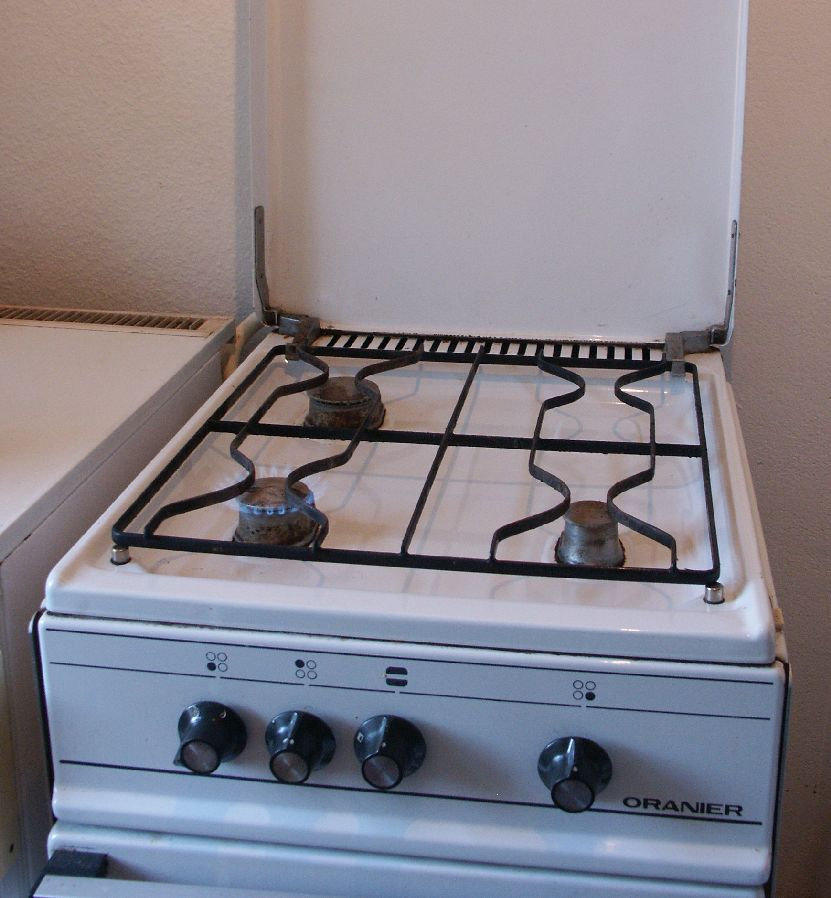
Fogão moderno, a gás

Com a Revolução Industrial, os fogões passaram a ter um aspecto mais parecido com os de hoje, ou seja, uma espécie de móvel grande com um compartimento semi-fechado para o fogo e várias aberturas no topo para utilizar ao mesmo tempo várias panelas; por vezes, esses fogões tinham até um pequeno forno e uma caldeira para ter sempre água quente.
No século XX ainda havia destes fogões, embora a lenha tivesse já sido substituída por carvão. Com a descoberta da refinação do petróleo, foram inventados fogões a nafta (geralmente os industriais, de que ainda devem existir alguns exemplares em antigos hospitais ou prisões) e, mais tarde, a petróleo e depois a gás de cozinha, estes ainda muito utilizados hoje. Entretanto, foram também inventados os pequenos fogareiros e candeeiros a petróleo e a gás, que ainda hoje se usam, principalmente pelos campistas.

### Fogão elétrico
Uma vez que a energia elétrica estava ampla e economicamente disponível, os fogões elétricos se tornaram uma alternativa popular aos aparelhos de queima de combustível. Um dos primeiros dispositivos foi patenteado pelo inventor canadense Thomas Ahearn em 1892. Ahearn e Warren Y. Soper eram proprietários da Chaudiere Electric Light and Power Company de Ottawa.
Ao contrário do fogão a gás, o fogão elétrico demorou se difundir, em parte devido à tecnologia desconhecida e em parte à necessidade de ter eletricidade nas cidades e vilas. Os primeiros fogões elétricos eram pouco viáveis devido ao custo da eletricidade, quando comparados com a madeira, o carvão ou gás. Também havia baixa produção de energia limitada por empresas de fornecimento, a regulação de temperatura era deficiente e os componentes que realizavam o aquecimento tinham uma vida curta. A invenção da liga de nicrômio para os fios da resistência melhorou o preço e a durabilidade dos materiais envolvios no processo de aquecimento.
Mais recentemente foram desenvolvidos os fogões eléctricos, formados por várias placas que contêm resistências, colocados sobre uma caixa de metal. Há fogões mistos, que possuem tanto placas elétricas como queimadores a gás funcionando separadamente, mas eles são pouco usuais.
Normalmente o fogão inclui também um forno, acima do qual são dispostos os queimadores ou placas, mas também existe o fogão de mesa, sem forno.